# عيسی باغ
عيسی باغ (بالفارسية: عیسی‌باغ) هي قرية تقع في خراسان شمالي في إيران. يقدر عدد سكانها بـ 45 نسمة بحسب إحصاء 2016.